# Ladislav Hradecký
Ladislav Hradecký (* 9. dubna 1957) je bývalý československý motocyklový závodník, reprezentant v ploché dráze.

## Závodní kariéra
V Mistrovství Československa jednotlivců startoval v letech 1979-1988, nejlépe skončil na 9. místě. V Mistrovství Československa dvojic skončil v roce 1979 na 3. místě. V letech 1979-1986 startoval v kvalifikačních závodech mistrovství světa jednotlivců, nejlépe skončil v roce 1980 na 15. místě v kontinentálním polofinále. V roce 1978 skončil na 8. místě v polofinále mistrovství světa juniorů. Závodil za Rudou hvězdu Praha, AMK Slaný a v roce 1980 v britské profesionální lize za tým Birmingham Brummies. V roce 1978 vyhrál při Zlaté přilbě v Pardubicích juniorský závod o Zlatou stuhu.

## Mistrovství Československa jednotlivců na klasické ploché dráze
- 1979 – 17. místo
- 1980 – 14. místo
- 1981 – 13. místo
- 1982 – 13. místo
- 1983 – 13. místo
- 1984 – 9. místo
- 1985 – 13. místo
- 1986 – 9. místo
- 1987 – 9. místo
- 1988 – 18. místo